# Predsjednik Gruzije
Predsjednik Gruzije (gruz. საქართველოს პრეზიდენტი, sakartvelos p'rezident'i) ustavni je poglavar države Gruzije, kao i vrhovni vrhovni zapovjednik obrambenih snaga. Predsjednik predstavlja Gruziju u vanjskim odnosima. Ustav definira predsjednički ured kao "jamca jedinstva i nacionalne neovisnosti zemlje".
Uloga predsjednika uglavnom je ceremonijalna kao u mnogim parlamentarnim demokracijama. Premijer je šef vlade. Ured predsjednika je prvi put predstavilo Vrhovno vijeće Republike Gruzije 14. travnja 1991. godine, pet dana nakon proglašenja gruzijske neovisnosti od Sovjetskog Saveza. Predsjednik se bira na petogodišnji mandat.
Trenutačna predsjednica je Salome Zourabičvili.

## Kvalifikacije
Svaki građanin Gruzije s biračkim pravom, koji je navršio 40 godina i koji je živio u Gruziji najmanje 15 godina, može biti izabran za predsjednika Gruzije. Tu dužnost ne može obnašati državljanin Gruzije koji je istovremeno državljanin strane države. Predsjednik Gruzije ne smije biti član političke stranke.

## Izbori
Prema inačici Ustava Gruzije iz 2018. godine, počevši od 2024. godine, predsjednika će na pet godina birati Izborno učilište s 300 članova, koje se sastoji od svih članova parlamenta Gruzije i vrhovnih predstavničkih tijela autonomne zajednice republike Abhazije i Adžarije, također članovi predstavničkih tijela lokalnih samouprava (općina). Ista osoba može biti izabrana za predsjednika Gruzije samo dva puta. Najmanje 30 članova Izbornog kolegija imat će pravo nominirati kandidata za predsjednika Gruzije. Izbor predsjednika Gruzije imenuje Parlament za listopad.

## Opoziv
Najmanje jedna trećina od ukupnog broja članova parlamenta ima pravo pokrenuti pitanje opoziva predsjednika Gruzije. Predsjednik se smatra opozvanim ako odluku podrži najmanje dvije trećine zastupnika. Postupak opoziva predsjednika zabranjen je ustavom tijekom izvanrednog ili ratnog stanja.

## Ustavne ovlasti i dužnosti
1. Predsjednik Gruzije:
a) uz suglasnost Vlade izvršava predstavničke ovlasti u vanjskim odnosima, pregovara s drugim državama i međunarodnim organizacijama, sklapa međunarodne ugovore i prihvaća akreditaciju veleposlanika i drugih diplomatskih predstavnika drugih država i međunarodnih organizacija. Na prijedlog Vlade imenuje i razrješuje veleposlanike i druge šefove diplomatskih misija Gruzije;
b) zaključuje ustavni sporazum s Apostolskom autokefalnom pravoslavnom crkvom Gruzije u ime države Gruzije;
c) raspisuje izbore za Sabor i tijela lokalne samouprave u skladu s Ustavom i zakonima;
d) na prijedlog Vlade, imenuje i razrješava zapovjednika obrambenih snaga Gruzije. Imenuje jednog člana Visokog vijeća pravde. Sudjeluje u imenovanju predsjedatelja i članova Središnjeg izbornog povjerenstva Gruzije u slučajevima definiranim zakonima i u skladu s utvrđenim postupkom. Na prijedlog Vlade podnosi Parlamentu kandidate za članstvo u nacionalnim regulatornim tijelima;
e) odlučuje o pitanjima državljanstva u skladu s postupcima utvrđenim zakonima;
f) donosi odluku o pomilovanju osuđenika;
g) u skladu sa zakonom utvrđenim postupcima, dodjeljuje državne nagrade i priznanja; najviše vojne činove, posebne činove i počasne titule; i najviše diplomatske činove;
h) ima pravo, na preporuku Vlade i uz suglasnost Parlamenta, obustaviti aktivnost predstavničkog tijela teritorijalne jedinice ili raspustiti takvo tijelo, ako njegove aktivnosti ugrožavaju suverenitet ili teritorijalni integritet zemlje, ili izvršavanje ustavnih ovlasti od strane državnih tijela;
i) izvršava druge ovlasti utvrđene Ustavom.
2. Predsjednik Gruzije ima pravo raspisati referendum o pitanjima definiranim Ustavom i zakonom, na zahtjev parlamenta Gruzije, vlade Gruzije ili najmanje 200 000 birača, u roku od 30 dana nakon primitka takvog zahtjeva. Referendum se neće održati radi usvajanja ili ukidanja zakona, amnestije ili pomilovanja, ratifikacije ili otkazivanja međunarodnih ugovora ili odlučivanja o pitanjima koja predviđaju ograničenje temeljnih ustavnih ljudskih prava. Pitanja vezana uz raspisivanje i održavanje referenduma definirat će se zakonima.
3. Predsjednik Gruzije ima pravo obraćati se narodu. Predsjednik podnosi Parlamentu godišnje izvješće o ključnim pitanjima vezanim za državu.

## Prisega
Prije stupanja na dužnost, treće nedjelje nakon izbornog dana, novoizabrani predsjednik Gruzije obratit će se narodu i položiti sljedeću zakletvu:
»Ja, predsjednik Gruzije, svečano potvrđujem pred Bogom i nacijom da ću podržati i braniti Ustav Gruzije, neovisnost, jedinstvo i nedjeljivost zemlje; da ću vjerno obavljati dužnosti predsjednika, brinuti ću se za sigurnost i dobrobit građana svoje zemlje i za oživljavanje i moć svoje nacije i domovine.«

## Predsjednički imunitet
Predsjednik Gruzije uživa predsjednički imunitet. Nitko nema pravo zadržati ili pokrenuti kazneni postupak protiv predsjednika Gruzije dok je na dužnosti. Sigurnost predsjedniku Gruzije pruža Posebna državna služba zaštite Gruzije.

## Nasljeđivanje
U slučaju nemogućnosti predsjednika Gruzije da izvršava ovlasti, ili u slučaju prijevremenog prestanka mandata predsjednika, predsjednik Parlamenta obavlja dužnosti predsjednika Gruzije.

## Predsjednička zastava
Zastava predsjednika je prilagođena nacionalnoj zastavi Gruzije. U sredini se nalazi grb Gruzije. Zastave se koriste u predsjednikovom uredu, u Zgradi kancelarije, drugim državnim agencijama, te na vozilima koje prevoze predsjednika unutar gruzijskog teritorija.

## Povijest predsjedničkog ureda
Nakon što se Gruzija formalno odcijepila od Sovjetskog Saveza 9. travnja 1991. godine, Vrhovno vijeće je 14. travnja izglasalo stvaranje mjesta izvršnog predsjednika i imenovalo Zvijada Gamsahurdiju u ured dok se ne održe izravni izbori. Na nacionalnim izborima za mjesto predsjednika, 26. svibnja 1991., Gamsahurdia je odnio veliku pobjedu, postavši prvi predsjednik Republike Gruzije. Svrgnut u vojnom udaru u siječnju 1992. godine. Nastavio je funkcionirati kao predsjednik u emigraciji sve do svoje smrti u neuspjelom pokušaju povratka vlasti u prosincu 1993. godine.
U odsustvu legitimne vlasti nakon državnog udara, mjesto šefa države preuzeo je Eduarda Ševardnadzea10. ožujka 1992. godine. Nakon usvajanja novog Ustava 24. kolovoza 1995. godine, ponovo je uvedeno mjesto predsjednika države. Ševardnadze je izabran za predsjednika 5. studenog 1995., a reizabran 9. travnja 2000. godine. Podnio je ostavku pod pritiskom masovnih demonstracija poznatih kao Revolucija ruža 23. studenoga 2003. godine. Nakon kratkog mandata Nine Burdžanadze kao vršitelja dužnosti, Mihail Saakašvili izabran je 4. siječnja 2004. godine. Nije odradio puni prvi mandat, jer je dobrovoljno dao ostavku kako bi ublažio napetosti nakon gruzijskih demonstracija 2007. godine i predsjedničke izbore pomaknuo s izvornog datuma u jesen 2008. godine. No, ponovno je izabran 5. siječnja 2008. Ustavna moć predsjednika značajno je umanjena u korist premijera i parlamenta u nizu amandmana donesenih između 2013. i 2018. godine. Nakon izbora Giorgija Margvelašvilija za predsjednika u listopadu 2013. godine, Gruzija je finalizirala svoj prijelaz u parlamentarnu republiku. U studenom 2018. Salome Zourabichvili postala je prva predsjednica Gruzije u trajnom svojstvu i, prema novom ustavu, posljednja predsjednica izabrana izravnim glasanjem. S obzirom na ove promjene, trebala bi vršiti dužnost predsjednice šest godina.

## Popis gruzijskih predsjednika od neovisnosti
| Br.  | Ime (God. rođenja–smrti)                             | Fotografija | Mandat                          | Preuzeo ured                                             | Napustio ured                       | Stranka                                 |
| ---- | ---------------------------------------------------- | ----------- | ------------------------------- | -------------------------------------------------------- | ----------------------------------- | --------------------------------------- |
| 1.   | Zvijad Gamsahurdia (1939. – 1993.)                   |             | 1.                              | 14. travnja 1991. Imenovan 26. svibnja 1991. Inauguriran | 6. siječnja 1992. (Vojni udar)      | Okrugli stol - Slobodna gruzija         |
| 2.   | Eduard Ševardnadze (1928. – 2014.)                   |             | 1.                              | 26. studenog 1995. (Inauguriran)                         | 30. travnja 2000.                   | Unija građana Gruzije                   |
| 2.   | Eduard Ševardnadze (1928. – 2014.)                   | 2.          | 30. travnja 2000. (Inauguriran) | 23. studenog 2003. (Prisiljen odstupiti)                 |                                     | Unija građana Gruzije                   |
| —    | Nino Burdžanadze (rođ. 1964.) (privremeno obnašanje) |             |                                 | 23. studenog 2003.                                       | 25. siječnja 2004.                  | Ujedinjeni nacionalni pokret            |
| 3.   | Mihail Saakašvili (rođ. 1967.)                       |             | 1.                              | 25. siječnja 2004. (Inauguriran)                         | 25. studenog 2007. (Podnio ostavku) | Ujedinjeni nacionalni pokret            |
| —    | Nino Burdžanadze (rođ. 1964.) (privremeno obnašanje) |             |                                 | 25. studenog 2007.                                       | 20. siječnja 2008.                  | Ujedinjeni nacionalni pokret            |
| (3.) | Mihail Saakašvili (rođ. 1967.)                       |             | 2.                              | 20. siječnja 2008. (Inauguriran)                         | 17. studenog 2013.                  | Ujedinjeni nacionalni pokret            |
| 4.   | Giorgi Margvelašvili (rođ. 1969.)                    |             | 1.                              | 17. studenog 2013. (Inauguriran)                         | 16. prosinca 2018.                  | Nezavisan (podupire ga "Gruzijski san") |
| 5.   | Salome Zourabičvili (rođ. 1952.)                     |             | 1.                              | 16. prosinca 2018. (Inaugurirana)                        | Trenutno obnaša                     | Nezavisna (podupire ju "Gruzijski san") |